# Championnat du monde de roller in line hockey féminin FIRS 2008
Navigation
Championnat du monde 2007 Championnat du monde 2009
L'édition 2008 du championnat du monde de roller in line hockey, s'est déroulé du 6 au 12 juillet 2008, à Dusseldorf en Allemagne et fut la 7e édition organisée par la Fédération internationale de roller sports.

## Équipes engagées
| Groupe A                                                 | Groupe B                                                    |  |
| -------------------------------------------------------- | ----------------------------------------------------------- |  |
| - États-Unis - Royaume-Uni - Espagne - Allemagne - Japon | - République tchèque - France - Finlande - Canada - Namibie |  |

## Formule
Deux poules sont constituées (A et B), les équipes affrontent une fois chaque adversaire de leur poule. Les trois premières équipe de chaque poule continuent leur parcours dans le championnat du monde, les autres équipes intégrant la coupe du monde. Chaque phase finale est organisée sous forme de tournoi, chaque tour se déroulant en match unique.

## Phase préliminaire

### Poule A

#### Matchs
| 6 juillet 2008 | États-Unis | 4-1 | Royaume-Uni |  |

| 6 juillet 2008 | Espagne | 7-0 | Japon |  |

| 6 juillet 2008 | Allemagne | 6-2 | Royaume-Uni |  |

| 7 juillet 2008 | Espagne | 0-6 | États-Unis |  |

| 7 juillet 2008 | Japon | 0-7 | Allemagne |  |

| 8 juillet 2008 | Japon | 0-9 | États-Unis |  |

| 8 juillet 2008 | Espagne | 3-3 | Royaume-Uni |  |

| 8 juillet 2008 | États-Unis | 10-4 | Allemagne |  |

| 9 juillet 2008 | Royaume-Uni | 6-0 | Japon |  |

| 9 juillet 2008 | Allemagne | 1-3 | Espagne |  |

#### Classement
|     | Équipe      | Pts | G | N | P | Fo | B+ | B- | GA  |
| --- | ----------- | --- | - | - | - | -- | -- | -- | --- |
| 1er | États-Unis  | 8   | 4 | 0 | 0 | 0  | 29 | 5  | 24  |
| 2e  | Espagne     | 5   | 2 | 1 | 1 | 0  | 13 | 10 | 3   |
| 3e  | Allemagne   | 4   | 2 | 0 | 2 | 0  | 18 | 15 | 3   |
| 4e  | Royaume-Uni | 3   | 1 | 1 | 2 | 0  | 12 | 13 | -1  |
| 5e  | Japon       | 0   | 0 | 0 | 4 | 0  | 0  | 29 | -29 |

### Poule B

#### Matchs
| 6 juillet 2008 | Finlande | 3-1 | Namibie |  |

| 6 juillet 2008 | République tchèque | 3-3 | France |  |

| 7 juillet 2008 | République tchèque | 1-9 | Canada |  |

| 7 juillet 2008 | Finlande | 1-3 | France |  |

| 7 juillet 2008 | Namibie | 1-5 | Canada |  |

| 8 juillet 2008 | Canada | 1-3 | France |  |

| 8 juillet 2008 | Namibie | 0-9 | République tchèque |  |

| 8 juillet 2008 | Canada | 12-1 | Finlande |  |

| 8 juillet 2008 | France | 4-0 | Namibie |  |

| 9 juillet 2008 | Finlande | 0-2 | République tchèque |  |

#### Classement
|     | Équipe             | Pts | G | N | P | Fo | B+ | B- | GA  |
| --- | ------------------ | --- | - | - | - | -- | -- | -- | --- |
| 1er | France             | 7   | 3 | 1 | 0 | 0  | 13 | 5  | +8  |
| 2e  | Canada             | 6   | 3 | 0 | 1 | 0  | 27 | 6  | +21 |
| 3e  | République tchèque | 5   | 2 | 1 | 1 | 0  | 15 | 15 | +3  |
| 4e  | Finlande           | 2   | 1 | 0 | 3 | 0  | 5  | 18 | -13 |
| 5e  | Namibie            | 0   | 0 | 0 | 4 | 0  | 2  | 21 | -19 |

## Championnat du monde

### Série
|  | Quarts de finale           | Quarts de finale   |                    |        | Demi-finales           | Demi-finales       |  |  | Finale             | Finale             |
|  | Quarts de finale           | Quarts de finale   |                    |        | Demi-finales           | Demi-finales       |  |  | Finale             | Finale             |
|  |                            |                    |                    |        |                        |                    |  |  |                    |                    |
|  | 9 juillet - 17:00          | 9 juillet - 17:00  |                    |        | 11 juillet - 17:00     | 11 juillet - 17:00 |  |  | 12 juillet - 16:30 | 12 juillet - 16:30 |
|  | 9 juillet - 17:00          | 9 juillet - 17:00  |                    |        | 11 juillet - 17:00     | 11 juillet - 17:00 |  |  | 12 juillet - 16:30 | 12 juillet - 16:30 |
|  | République tchèque         | 6                  |                    |        | 11 juillet - 17:00     | 11 juillet - 17:00 |  |  | 12 juillet - 16:30 | 12 juillet - 16:30 |
|  | République tchèque         | 6                  |                    |        | 11 juillet - 17:00     | 11 juillet - 17:00 |  |  | 12 juillet - 16:30 | 12 juillet - 16:30 |
|  | Allemagne                  | 2                  |                    |        | 11 juillet - 17:00     | 11 juillet - 17:00 |  |  | 12 juillet - 16:30 | 12 juillet - 16:30 |
|  | Allemagne                  | 2                  | République tchèque | 2      |                        |                    |  |  | 12 juillet - 16:30 | 12 juillet - 16:30 |
|  |                            |                    | République tchèque | 2      |                        |                    |  |  | 12 juillet - 16:30 | 12 juillet - 16:30 |
|  |                            | France             | 1                  |        |                        |                    |  |  | 12 juillet - 16:30 | 12 juillet - 16:30 |
|  | France                     | France             | 1                  |        |                        |                    |  |  | 12 juillet - 16:30 | 12 juillet - 16:30 |
|  |                            |                    |                    |        |                        |                    |  |  | 12 juillet - 16:30 | 12 juillet - 16:30 |
|  | qualifiée d'office en demi |                    |                    |        |                        |                    |  |  | 12 juillet - 16:30 | 12 juillet - 16:30 |
|  | République tchèque         | 3 ap               |                    |        |                        |                    |  |  |                    |                    |
|  | République tchèque         | 3 ap               | 9 juillet - 18:30  |        |                        |                    |  |  |                    |                    |
|  |                            | Canada             | 2                  |        |                        |                    |  |  |                    |                    |
|  | Canada                     | Canada             | 2                  | 7      |                        |                    |  |  |                    |                    |
|  | Canada                     | 11 juillet - 15:30 |                    | 7      |                        |                    |  |  |                    |                    |
|  | Espagne                    | 1                  |                    |        |                        |                    |  |  |                    |                    |
|  | Espagne                    | 1                  | Canada             | 2      |                        |                    |  |  |                    |                    |
|  |                            |                    | Canada             | 2      | Match pour la 3e place |                    |  |  |                    |                    |
|  |                            | États-Unis         | 0                  |        |                        |                    |  |  |                    |                    |
|  | États-Unis                 | États-Unis         | 0                  |        | 12 juillet - 15:00     | 12 juillet - 15:00 |  |  |                    |                    |
|  | États-Unis                 |                    |                    |        | 12 juillet - 15:00     | 12 juillet - 15:00 |  |  |                    |                    |
|  | qualifié d'office en demi  |                    |                    | France | 1                      |                    |  |  |                    |                    |
|  | qualifié d'office en demi  |                    |                    | France | 1                      |                    |  |  |                    |                    |
|  |                            |                    |                    |        |                        |                    |  |  | États-Unis         | 2                  |
|  |                            |                    |                    |        |                        |                    |  |  | États-Unis         | 2                  |

### Match pour la5eplace
| 11 juillet 2008 | Espagne | 4-3 | Allemagne |  |

## Coupe du monde

### Phase de classement
Regroupant les équipes éliminées en phase préliminaire. Chaque équipe rencontre les 2 équipes de la poule opposée.

#### Matchs
| 10 juillet 2008 | Royaume-Uni | 6-1 | Namibie |  |

| 10 juillet 2008 | Japon | 0-11 | Finlande |  |

| 10 juillet 2008 | Namibie | 1-1 | Japon |  |

| 10 juillet 2008 | Finlande | 2-4 | Royaume-Uni |  |

#### Classement
|    | Équipe      | Pts | G | N | P | B+ | B- | GA  |
| -- | ----------- | --- | - | - | - | -- | -- | --- |
| 1e | Royaume-Uni | 4   | 2 | 0 | 0 | 10 | 3  | +7  |
| 2e | Finlande    | 2   | 1 | 0 | 1 | 13 | 4  | +9  |
| 3e | Namibie     | 1   | 0 | 1 | 1 | 2  | 7  | -5  |
| 4e | Japon       | 1   | 0 | 1 | 1 | 1  | 12 | -11 |

### Finales
| 11 juillet 2008 | Namibie | 4-1 | Japon |  |

| 11 juillet 2008 | Royaume-Uni | 1-2 | Finlande |  |

## Bilan
| 1er | République tchèque | Médaille d'or Championnat du monde      |
| 2e  | Canada             | Médaille d'argent Championnat du monde  |
| 3e  | États-Unis         | Médaille de bronze Championnat du monde |
| 4e  | France             |                                         |
| 5e  | Espagne            |                                         |
| 6e  | Allemagne          |                                         |
| 7e  | Finlande           | Médaille d'or Coupe du monde            |
| 8e  | Royaume-Uni        | Médaille d'argent Coupe du monde        |
| 9e  | Namibie            | Médaille de bronze Coupe du monde       |
| 10e | Japon              |                                         |